# Besóns
Besóns är en kulle i Spanien.   Den ligger i provinsen Província de Lleida och regionen Katalonien, i den östra delen av landet, 400 km öster om huvudstaden Madrid. Toppen på Besóns är 576 meter över havet.
Terrängen runt Besóns är varierad.Runt Besóns är det ganska glesbefolkat, med 23 invånare per kvadratkilometer. Närmaste större samhälle är Mollerussa, 19,0 km norr om Besóns. Trakten runt Besóns består till största delen av jordbruksmark.